# Brasilia Challenger 2001
Il Brasilia Challenger 2001 è stato un torneo di tennis facente parte della categoria ATP Challenger Series nell'ambito dell'ATP Challenger Series 2001. Il torneo si è giocato a Brasilia in Brasile dal 13 al 19 agosto 2001 su campi in terra rossa.

## Vincitori

### Singolare
Gastón Etlis ha battuto in finale  Sergio Roitman con il punteggio di 7–5, 6–3

### Doppio
Gastón Etlis /  Leonardo Olguín hanno battuto in finale  Gustavo Marcaccio /  Patricio Rudi con il punteggio di 6–4, 6–4